# Hondji
Hondji è un arrondissement del Benin situato nella città di Klouékanmè (dipartimento di Kouffo) con 8.142 abitanti (dato 2006).